# Voyager (Momus)
| Recensione | Giudizio |
| ---------- | -------- |
| AllMusic   | [ 1 ]    |

Voyager è un album in studio del cantautore scozzese Momus, pubblicato nel 1992. È il primo di una trilogia musicale, assieme ai successivi Timelord e Shymess (quest'ultimo scritto per The Poison Girlfriend), dedicata alla fantascienza in cui viene delineata un futuro prossimo in cui il Giappone è colpito da una forma di androginia. Stilisticamente inoltre si allontana dal classico stile pop barocco del musicista, per affacciarsi a sonorità tipicamente house ed ispirate alla scena dub e da gruppi quali The Orb e P.M. Dawn.

## Il disco
Il progetto Voyager nacque nel 1990, quando a Momus venne commissionato un brano per l'antologia Fab Gear, pensata dai Flipper's Guitar (un gruppo pop di cui faceva parte anche Keigo Oyamada, il futuro Cornelius) per pagare un tributo agli artisti della él Records che li avevano ispirati. Egli compose per l'occasione Summer Holiday 1999, ispirata al 1999 nen no natsu yasumi (1999年の夏休み?, Sen-kyūhyaku-kyūjū-kyū no natsu yasumi, "Le vacanze estive del 1999") ambientato «in una scuola vagamente fantascientifica in cui i ragazzi - interpretati da ragazze dai capelli corti - hanno una cotta precoce, toccano strani computer e si vestono con pantaloni lederhosen».
L'anno successivo, al Festival di Edimburgo, il musicista rimase abbacinato da uno spettacolo basato su un racconto di Yukio Mishima, su un'anziana signora che ritorna indietro nel tempo fino alla sua giovinezza. Egli infatti raccontò: «Le emozioni rilasciate da questa collisione tra fantascienza e melodramma - la nostalgia per il futuro, una distanza malinconica dal presente, una sorta di saggia, sfinita e triste rassegnazione - lo spingono a tornare a uno stile più sentimentale di cantautorato. Quasi kitsch, ambientato in una musica ambient lussureggiante che si trasforma in spirali di quinte, Voyager è il suono dell'alienazione che si trasforma in una specie lontana di cura.»

## Temi
Riguardo ai temi trattati in Voyager, Momus disse: «C'è molto di più in questa parola, MP3 - una serie di indizi (come anche gli scorci del mio primo viaggio in Giappone) lampeggiano sullo schermo in una clip del documentario di Man Of Letters in cui parlo di una "nuova sensibilità nel Anni '90 ... interiorità elettronica ... guardando al 21 ° secolo ... capitalismo spirituale emergente ... scienza sensuale in via di sviluppo ... per trovare Dio nella scienza ... un'incarnazione della teoria dei sistemi ... e del principio creatore in generale. .. desiderio di un dio che non fosse un principio morale ma formale".»

## Accoglienza
Voyager è stato acclamato dalla critica e dal pubblico di Momus ed è ritenuto uno dei suoi migliori album. Steve Huey di AllMusic gli assegna un voto di quattro stelle su cinque, affermando che «potrebbe non contenere lo spirito acerbo per cui Momus è più conosciuto, ma l'acume agrodolce dell'album e la sua sincera atmosfera danno la sensazione che l'artista sia infinitamente intelligente, ma non troppo intelligente per il suo bene. È uno dei migliori dischi di Momus.»

## Tracce
1. Cibachrome Blue – 4:40
2. Virtual Reality – 3:18
3. Vocation – 3:30
4. Conquistador – 5:31
5. Spacewalk – 3:53
6. Summer Holiday 1999 – 3:18
7. Afterglow – 4:09
8. Trans-Siberian Express – 5:16
9. Voyager – 5:49
10. Momutation 3 – 2:29

## Curiosità
- Spacewalk contiene un campionamento di What is Love? del gruppo dance Deee-Lite.
- Momutation 3 è un breve remix strumentale di Conquistador realizzato da Lovecut DB.